# Niginho
Leonídio Fantoni, ismertebb nevein Niginho vagy Fantoni III (Belo Horizonte, 1912. február 12. – Belo Horizonte, 1975. szeptember 5.) olasz származású brazil labdarúgócsatár, edző.
Pályafutását 1929-ben kezdte az akkor a Palestra Italia nevet viselő Cruzeiro csapatában. Együtt játszott bátyjával, João Fantonival (Ninão) és unokatestvérével, Otávio Fantonival (Nininho). Pár év múlva mindhármójukat eladták az olasz Laziónak, ahol dinasztiaszerűen, a vezetéknevükön váltak ismertté (Fantoni I, Fantoni II és Fantoni III). Később öccse, akivel második Cruzeio-időszakában játszott, is szerepelt a Lazioban, Fantoni IV néven. A '60-as években unokaöccsei, Benito Fantoni és Fernando Fantoni is a Cruzeiro tagjai voltak, utóbbi Fantoni V néven a Lazióban is megfordult. 1935-ben a kettős állampolgárságú játékost behívták az Etiópia megszállására készülő olasz hadseregbe. Az egy hónappal korábban megházasodott játékosnak a Lazio kifizette a hajójegyét haza Brazíliába. Az 1938-as labdarúgó-világbajnokságon Leônidas da Silva cseréje lett volna, de az olaszok állítása szerint még a Lazióban kellett volna játszania, ráadásul az olasz hadsereg dezertőre, így a FIFA nem engedélyezte játékát, Leônidas pedig megsérült, de játszania kellett, állapota rosszabbra fordult, így nem lehetett ott az olaszok elleni vesztes elődöntőben.